# Pablo de Céspedes

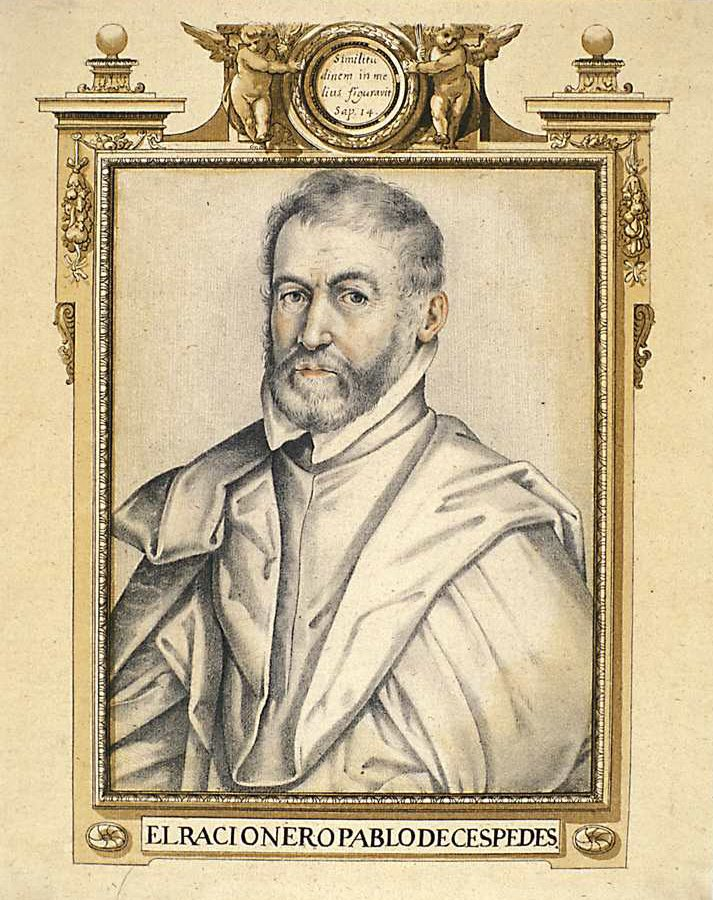
Pablo de Céspedes

Pablo de Céspedes (* 1538 in Alcolea de Torote, Guadalajara; † 26. Juli 1608 in Córdoba) war ein spanischer Maler, Architekt, Bildhauer und Schriftsteller.

## Leben und Werk
Pablo de Céspedes studierte seit 1556 an der Universität von Alcalá de Henares Theologie sowie altklassische und orientalische Sprachen. Nach dem Austritt aus der Universität begab er sich zur weiteren Ausbildung nach Rom, wo er Schüler und Freund von Federico Zuccaro wurde, unter dessen Leitung er vor allem die Werke von Michelangelo und Raffael studierte. Hier malte er für Kirchen einige Fresken, siedelte 1577 aber nach Córdoba über, nachdem man ihm die Stelle eines Chorherrn an der dortigen Kathedrale übertragen hatte.
Céspedes stiftete in Córdoba eine Kunstschule und war auch als Architekt, Bildhauer und Schriftsteller tätig. In Andalusien finden sich noch zahlreiche Gemälde von ihm, die den Einfluss der römischen Manieristen verraten, und die gut koloriert und mit Sorgfalt ausgeführt sind. Hervorgehoben werden darunter die vier allegorischen Figuren der Tugenden im Dom zu Sevilla. Zu seinen berühmtesten Gemälden zählt ferner das Letzte Abendmahl in der Domkirche von Córdoba. Er war das Haupt der damaligen andalusischen Malerschule; seine namhaftesten Schüler waren Juan Luis Zambrano, Antonio Mohedano, Juan de Peñalosa, Antonio de Contreras und Cristobal de Vera.
Nicht minder war Céspedes als Kunstschriftsteller und Dichter berühmt, obgleich sich von seinen Schriften nur Fragmente erhalten haben. Erwähnenswert sind vor allem schöne Bruchstücke eines von Céspedes stammenden Lehrgedichts über Malerei, die sein Freund Francisco Pacheco in der Arte de la pintura (1649) überliefert hat. Außerdem teilt Juan Agustín Ceán Bermúdez im Anhang zum fünften Band seines Diccionario histórico de los más illustres profesores de las bellas artes en España (Madrid 1800) von Céspedes noch eine Erörterung über alte und neue Malerei mit.

## Galerie

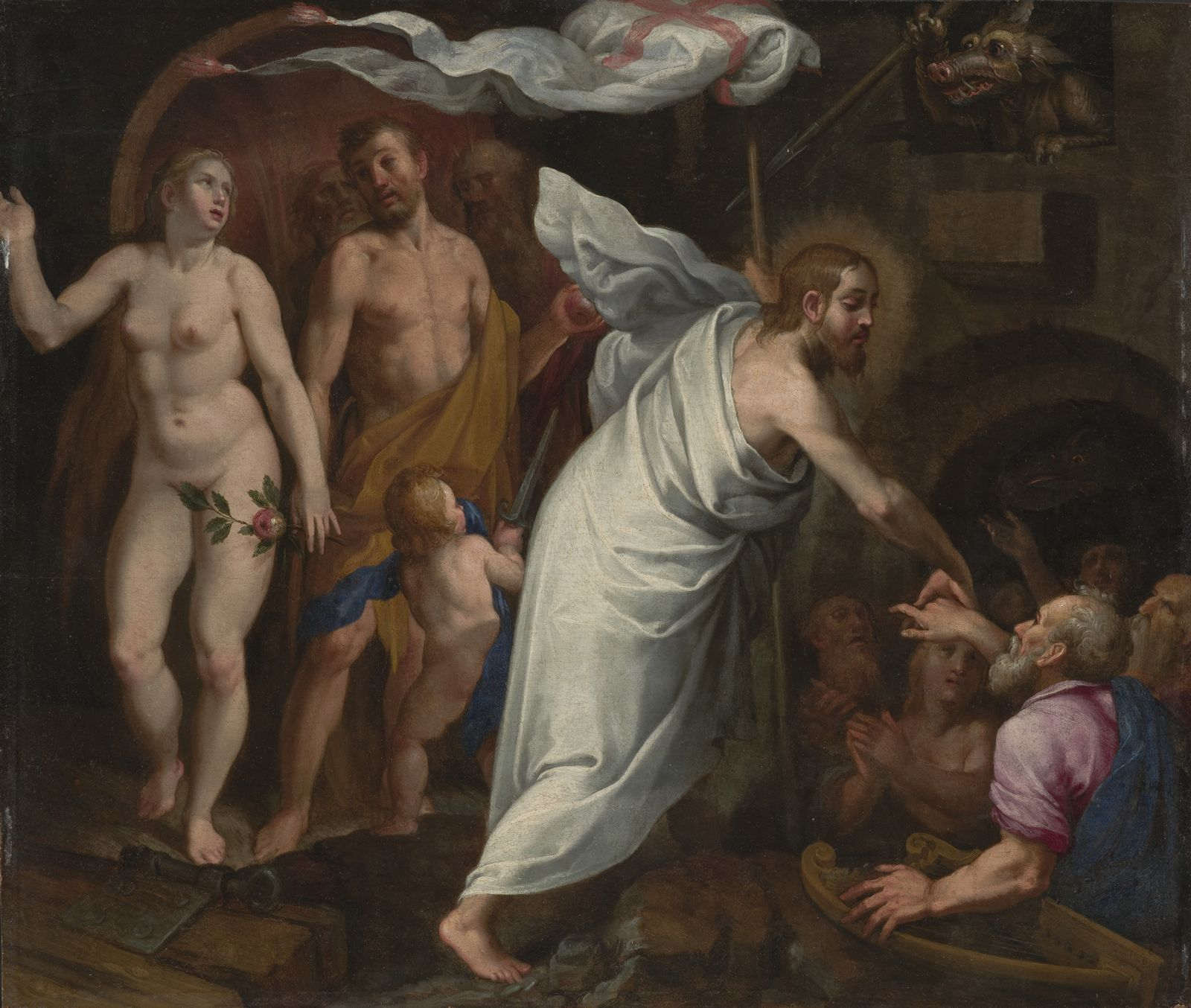
Descenso de Cristo al Limbo, ca. 1600
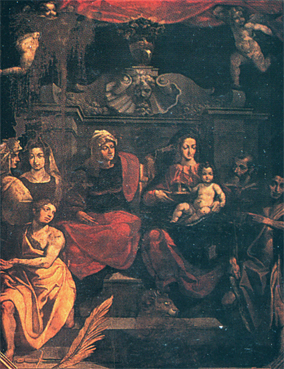
Santa Ana, la Virgen y el Niño
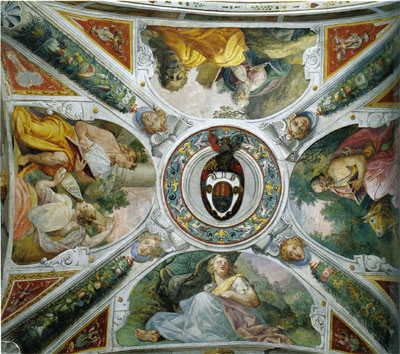
Deckengemälde in Santa Trinità dei Monti, Rom, um 1570